# Экман, Александр
Карл Вильгельм Александр Экман (швед. Karl Wilhelm Alexander Ekman; род. 1984) — шведский артист балета и хореограф.

## Биография
Экман обучался в Королевской шведской балетной школе в Стокгольме. В 15 лет Александр танцевал на Europa Danse во Франции и открыл для себя многих международных мастеров. В 16 лет он начал свою профессиональную танцевальную карьеру и присоединился к шведскому Королевскому балету. Год спустя он переехал в Голландию, с целью поступить в Нидерландский театр танца в Гааге, а затем в Кульберг-балет в Стокгольме. После 5 лет профессионального танца, когда ему был 21 год, он решил стать хореографом и полностью посвятить себя этому карьерному направлению.
В 2013 году он получил номинацию на Премию Оливье за хореографию оригинальной работы «Кактусы». Его другие известные работы включают «Тайлл», «Лебединое озеро», «Эпизод 31» и «Эскапист». В 2015 году он был ведущим шведской радиопрограммы «Лето» на станции SR P1.
Его постановки были исполнены Балетом Монте-Карло, Балетом Бостона, танцевальной труппой Оперы Земпера, Нидерландским театром танца, Норвежским национальным балетом, Королевским балетом Швеции, Городским балетом Сан-Паулу, Сиднейской танцевальной труппой и Венским государственным балетом. Для некоторых из них он также разработал декорации и костюмы или сочинил музыку.
В 2018 году он танцевал свою собственную хореографию в «Мыслях о Бергмане» в Театре на Елисейских Полях в Париже.